# Joseph O'Neill
Joseph O'Neill, född 23 februari 1964 i Cork, Irland, är en engelskspråkig författare. 2009 tilldelades O'Neill priset PEN/Faulkner Award for Fiction för romanen Nederland.